# Pycnotropis latzeli
Pycnotropis latzeli är en mångfotingart som beskrevs av Carl Graf Attems 1931. Pycnotropis latzeli ingår i släktet Pycnotropis och familjen Aphelidesmidae. Inga underarter finns listade i Catalogue of Life.